# George Jessel (Schauspieler)

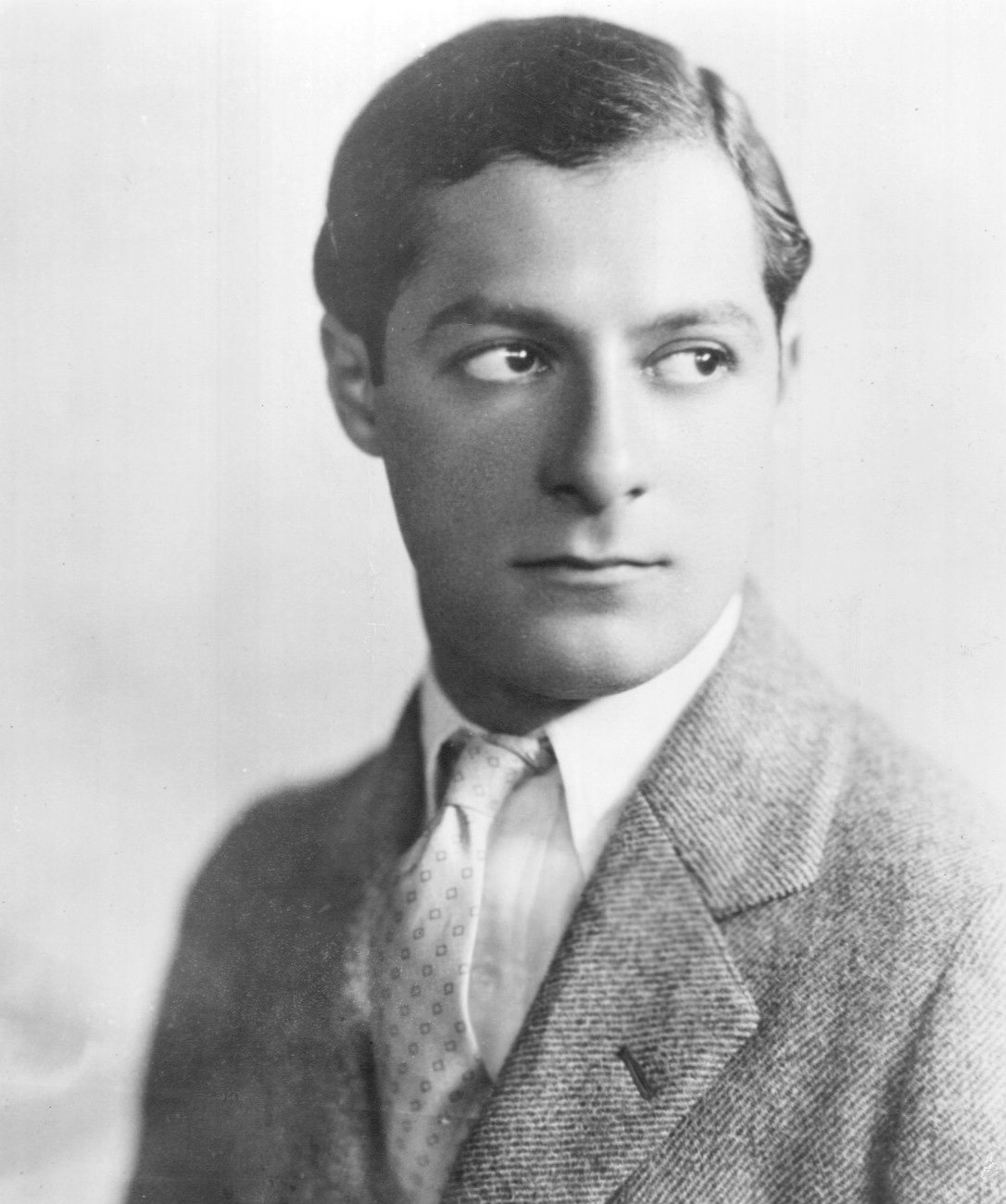
George Jessel (um 1926)

George Albert Jessel (* 3. April 1898 in New York City; † 24. Mai 1981 in Los Angeles) war ein US-amerikanischer Schauspieler, Sänger, Conférencier, Songwriter und Filmproduzent. Jessel galt als Multitalent der amerikanischen Unterhaltungsbranche und erhielt aufgrund zahlreicher Moderationen bei hochkarätigen Veranstaltungen den Spitznamen „Toastmaster General of the United States“.

## Leben

### Als Theaterstar und Conférencier
Jessel begann nach dem Besuch öffentlicher Schulen bereits mit neun Jahren als Sänger an der Seite des Schauspielers Gus Edwards aufzutreten. Als Elfjähriger trat er neben Eddie Cantor mit Darbietungen im Stil des US-Vaudeville auf und so war es für ihn nicht unüblich, dass er mit anderen Künstlern wie Cantor und Al Jolson mit dunkel geschminkten Gesichtern als Schwarzer auftrat.  
Nach einer Tournee auf den britischen Inseln setzte er 1917 als „The Boy Monologist“ seine Auftritte im Vaudeville fort und danach in zahlreichen Broadway-Produktionen auf, darunter The Shubert Gaieties, George Jessel’s Troubles, The Jazz Singer, The War Song, deren Co-Autor er auch war, Joseph and His Brethren sowie High Kickers. Durch mehrere Hauptrollen am Broadway gelangte er in den 1920er-Jahren erstmals zu größerer Bekanntheit. Daneben trug er durch seine Auftritte zum Erfolg des New Brighton Theater in Brighton Beach auf Coney Island bei.
Zusammen mit Eddie Cantor unternahm er daneben weitere Vaudeville-Tourneen und war außerdem professioneller Conférencier und After-Dinner Speaker. In späteren Jahren hatte er zahlreiche Auftritte als Conférencier und Moderator von Shows, Ehrungen, Benefizgalas und anderen Veranstaltungen und erhielt daher den Spitznamen „Toastmaster General of the United States“. Einen seiner bekanntesten Auftritte als Moderator hatte er bei der Oscarverleihung 1937. Er moderierte aber nicht nur zu fröhlichen Anlässen, sondern galt als ausgezeichneter Trauerredner. Insgesamt soll er bei mehreren Hundert Beerdigungen gesprochen haben, darunter denen von Fanny Brice, Will Rogers und Al Jolson.
Große Erfolge feierte er durch seine eigene Radioshow (George Jessel Show, 1938), nicht zuletzt auch wegen der Auftritte von Musikern wie dem Bandleader Tommy Tucker. Von 1953 bis 1954 führte er seine George Jessel Show auch kurzzeitig als Fernsehshow weiter.

### Jessel als Songwriter
Jessel wurde auch als Texter von Liedern wie Sonny Boy, My Yiddishe Mama und My Mother’s Eyes bekannt. Letzteres sang er 1929 in seinem eigenen ersten Tonfilm Lucky Boy. Nach seinem Beitritt zur American Society of Composers, Authors and Publishers (ASCAP) im Jahr 1937 setzte er seine Karriere als Songwriter fort und arbeitete dabei mit Harry Ruby, Ben Oakland, Herb Magidson, Milton Drake, William White und Roy Turk zusammen. Zu den dabei entstandenen Liedern gehören unter anderem Stop Kicking My Heart Around, And He’d Say Oo-La-La Wee Wee, Oh How I Laugh When I Think How I Cried About You, Roses in December, You’ll Be Reminded of Me, If I Ever Lost You, Julie, Dreamland Rendezvous sowie As Long As I Love.

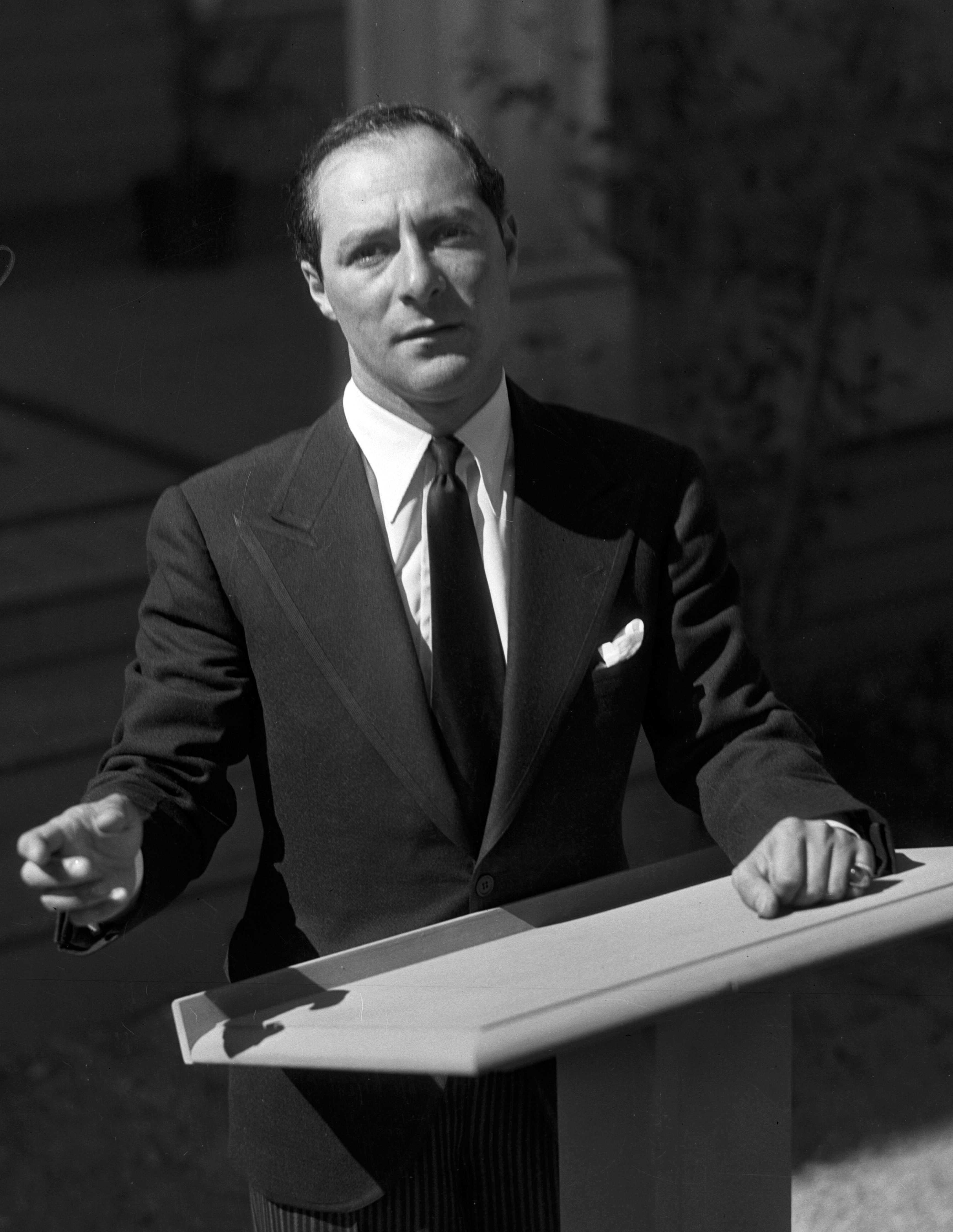
George Jessel als Redner beim Gedenkgottesdienst für den verstorbenen Schauspieler Will Rogers (1935)

### Als Schauspieler und Fernsehproduzent
Seine hohe Popularität als Bühnenkünstler führte Ende der 1920er-Jahre zu einem Engagement bei Warner Brothers. Dabei wurde ihm von der Produktionsfirma die Titelrolle in deren erstem abendfüllenden Tonfilm Der Jazzsänger (1927) angeboten, die er bereits zuvor mit großem Erfolg in der Broadway-Produktion gespielt hatte. Da sich Jessel und Warner Brothers jedoch nicht wegen der Gage einigen konnten, erhielt Al Jolson die Rolle des Jakie Rabinowitz und landete mit dem Film einen Welterfolg. Jessel bezeichnete dies später immer wieder als seinen größten Fehler.
Nachdem Jessel Ende der 1920er-Jahre der Star einer Reihe von Warner-Filmen gewesen war, trat er nach 1930 nur noch sporadisch in Filmen auf. In späteren Jahren hatte er immer wieder Auftritte in Filmen, in denen er sich selbst darstellte. Zu den bekanntesten späteren Filmen von ihm gehören Stage Door Canteen (1943) von Frank Borzage, Schöne Frauen, harte Dollars  (1957) von Melville Shavelson, Das Tal der Puppen (1967) von Mark Robson sowie Die Gelüste des Hieronymus (1969) von Anthony Newley. Zu seinen letzten Filmauftritten gehörten Won Ton Ton, the Dog Who Saved Hollywood (1976) von Michael Winner sowie Reds (1981) von Warren Beatty, der erst nach seinem Tod uraufgeführt wurde.
Im amerikanischen Fernsehen hatte Jessel Gastauftritte in mehreren Fernsehserien, etwa 1963 als „Schleussel“ in der Detektivserie 77 Sunset Strip, und fungierte von 1965 bis 1966 als Gastmoderator der Fernsehshow von Jackie Gleason.
Daneben war Jessel von 1945 bis 1953 auch Produzent von insgesamt 14 Filmen für 20th Century Fox. Vorrangig produzierte er Musicalfilme wie When My Baby Smiles at Me (1948) oder Golden Girl (1951), aber auch den renommierten Film noir Der Scharlatan (1947) und den Abenteuerstreifen Die Piratenkönigin (1951).
Bei der Oscarverleihung 1970 wurde ihm mit dem Jean Hersholt Humanitarian Award ein Ehrenoscar verliehen, womit vor allem sein jahrzehntelanges Engagement für amerikanische Soldaten in Kampfgebieten und Krankenhäusern geehrt wurde. Darüber hinaus erhielt er einen Stern auf dem Hollywood Walk of Fame unter der Nummer 1777 Vine Street. Bereits am 1. März 1949 hinterließ er nach zahlreichen anderen Stars seine Hand- und Schuhabdrücke vor Grauman’s Chinese Theatre.

### Privatleben und Rezeption

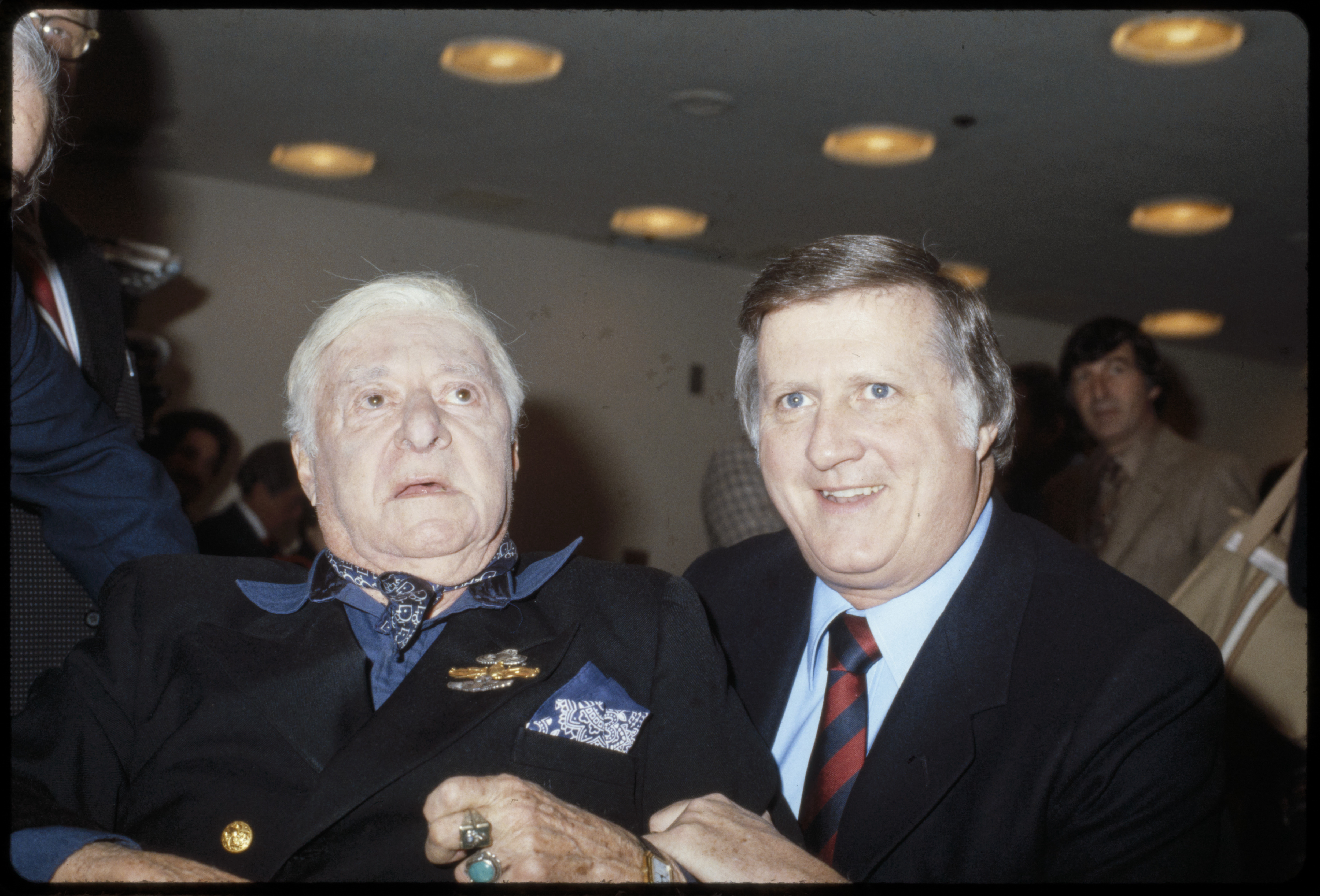
Jessel (links) ein Jahr vor seinem Tod mit George Steinbrenner bei einer Comedy-Veranstaltung (1980)

Jessel war dreimal verheiratet, unter anderem mit den Filmschauspielerinnen Norma Talmadge und Lois Andrews. Nach seiner Scheidung von Lois Andrews 1943 heiratete er nicht erneut. In seinen Memoiren So Help Me (1943), This Way, Miss (1955) und insbesondere The World I Lived In (1975) räumte er jedoch Liebesbeziehungen zu Kolleginnen wie Pola Negri, Helen Morgan und Lupe Vélez ein.
Auch viele Jahre nach seinem Tod hatte er solche Bekanntheit, dass seine Stimme die Inspiration für Billy Wests Stimme für die Figur „Dr. John Zoidberg“ in der Zeichentrickfilmserie Futurama (1999) lieferte.

## Filmografie (Auswahl)
Als Schauspieler
- 1919: The Other Man's Wife
- 1926: Private Izzy Murphy
- 1927: Sailor Izzy Murphy
- 1927: Ginsberg the Great
- 1928: George Washington Cohen
- 1929: Lucky Boy
- 1929: Happy Days
- 1929: Love, Live and Laugh
- 1943: Stage Door Canteen
- 1944: Four Jills in a Jeep

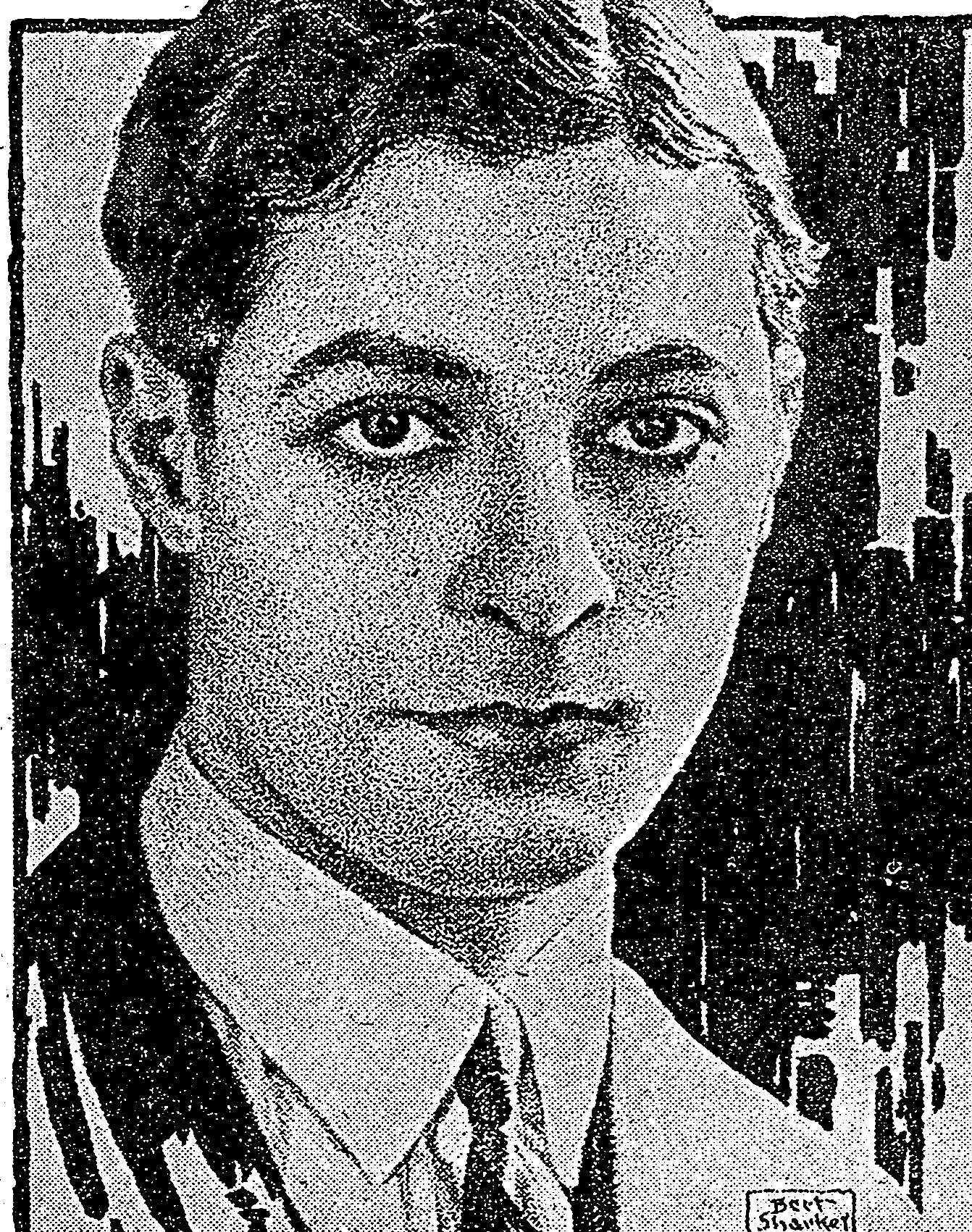
George Jessel, Zeichnung von Bert Sharkey aus dem Jahr 1923

- 1953–1954: The George Jessel Show (eigene Fernsehserie)
- 1957: Schöne Frauen, harte Dollars (Beau James)
- 1959: Juke Box Rhythm
- 1963: 77 Sunset Strip (Fernsehserie, Folge 6x02)
- 1965–1966: Die Jackie-Gleason-Show (Jackie Gleason: American Scene Magazine, Fernsehshow, 15 Folgen)
- 1967: The Busy Body
- 1967: Das Tal der Puppen (Valley of the Dolls)
- 1969: Die Gelüste des Hieronymus (Can Heironymus Merkin Ever Forget Mercy Humppe and Find True Happiness?)
- 1970: The Phynx
- 1976: Won Ton Ton – der Hund, der Hollywood rettete (Won Ton Ton, the Dog Who Saved Hollywood)
- 1978: Vegas (Vega$, Fernsehserie, Folge 1x02)
- 1981: Reds

Als Produzent
- 1945: Dolly Sisters
- 1946: Sinfonie in Swing (Do You Love Me)
- 1947: Der Scharlatan (Nightmare Alley)
- 1948: When My Baby Smiles at Me
- 1949: Dancing in the Dark
- 1949: Der Schlagerkönig (Oh, You Beautiful Doll)
- 1951: Die Piratenkönigin (Anne of the Indies)
- 1951: Golden Girl
- 1953: Götter ohne Maske (Tonight We Sing)